# Gustavo Nery de Sá da Silva
Gustavo Nery de Sá da Silva (Nova Friburgo, 22 de juliol de 1977) és un futbolista brasiler, que ocupa la posició de defensa.
Ha militat en diversos clubs del seu país, com el Santos, el Guaraní, el Corinthians o el Fluminense, entre d'altres. També ha jugat a Alemanya (Werder Bremen) i a la competició espanyola (Real Zaragoza).
Ha estat internacional amb Brasil en nou ocasions. Hi va participar en la Copa Amèrica de 2004 (que hi guanyarien els brasilers) i a la Copa Confederacions de 2007.

## Títols
- Série A brasilera: 2005
- Torneio Rio-São Paulo: 2001
- Supercampeonato Paulista: 2002
- Copa Sudamericana: 2008
- Copa Amèrica: 2004